# Dessert (revista)
Dessert (デザート, Dezāto) é uma revista de mangá shōjo e josei publicada pela Kodansha. Começou como uma nova revista shōjo para substituir a Shōjo Friend. As séries que estavam sendo publicadas na Shōjo Friend passaram a ser publicadas na Dessert. A revista tem como público alvo mulheres entre 16 e 22 anos de idade.

## Séries atuais
| Título da série                                                  | Autor               | Início            |
| ---------------------------------------------------------------- | ------------------- | ----------------- |
| Boku to Kimi no Taisetsu na Hanashi (僕と君の大切な話)           | Robico              | Agosto de 2015    |
| Chikyuu no Owari wa Koi no Hajimari (地球のおわりは恋のはじまり) | Taamo               | Novembro de 2015  |
| Harumatsu Bokura (春待つ僕ら)                                    | Anashin             | Fevereiro de 2014 |
| Houkago Kindan no Lesson (放課後～禁断のLesson～)                | Miura Noriko        | 2005              |
| Koiwazurai no Ellie (恋わずらいのエリー)                         | Fuji Momo           | Julho de 2015     |
| Liar x Liar (ライアー×ライアー)                                  | Kindaichi Renjuurou | 2010              |
| Momoiro Ningyo (ももいろ人魚)                                    | Akebono Haru        | Agosto de 2013    |
| Ohayou, Ibarahime (おはよう、いばら姫)                           | Morino Megumi       | Novembro de 2014  |
| Ore no Shitsuji (♀) ga Iketeiru (俺の執事（♀）がイケている)      | Masaki Souko        | Julho de 2014     |
| Sekirara ni Kiss (セキララにキス)                                | Akuta Fumie         | Abril de 2015     |
| Suki-tte Ii na yo (好きっていいなよ。)                           | Hazuki Kanae        | Fevereiro de 2008 |
| Tengoku no Shitateya (天国の仕立て屋)                            | Abe Akane           | 2009              |
| Watashitachi ni wa Kabe ga Aru. (私たちには壁がある。)           | Tsukishima Haru     | Dezembro de 2013  |

## Séries finalizadas
- Tonari no Kaibutsu-kun
- Taiyō no Ie
- Real Girl
- Momoiro Heaven!
- Hiren Trip
- Kimi ga Uso wo Tsuita
- Nakanmon!
- Akuma de Koi Shiyou
- Mondaiteiki Sakuhinshu
- Cosplay★Animal
- Atashi, Kiss shita.
- Himikoi
- Half and Half
- My Fair Neighbor
- Bambi to Dhole
- Angel Voice
- Inochi
- Suki Kirai Suki
- Sekai no Hashikko to Anzu Jam
- Megami no Libra
- Kirai
- Ouji-sama Game
- ...Seishunchuu!
- Oshiete, Kurogane-kun
- Deai
- Love Kare: Gokujou Men's Dokuhon! - Gold
- Tomodachi Gokko
- Aniki wa Tsunayoshi!
- Love All!
- Gou: Hime-tachi no Sengoku
- Beauty♥Bunny
- Gokujou Bitter Shounen
- Hoshigami-kun wa Douka shiteiru
- 100-oku Nengo no Kimi no Koe mo
- Tremolo Letra
- S-kei Kareshi Zukan!
- Anata wo Shinjiteru: Sabishii Kodomo-tachi
- Virgin Wars
- Kimi no Tonari de Nemuritai
- Kingyozaka Noboru
- "Sensei, Oshiete."
- Kotoba no Nai Love Letter
- Otokonoko ni wa Himitsu ga Aru
- Ichibanboshi Kirari
- Aru Hi Bijin ni Nattara
- Bisexual
- Dreaming Road
- Honey Holic
- Love Maniac
- Akuyaku Cinderella